# Herbeys
Herbeys ist eine französische Gemeinde mit 1.388 Einwohnern (Stand: 1. Januar 2022) im Département Isère in der Region Auvergne-Rhône-Alpes. Sie gehört zum Arrondissement Grenoble und zum Kanton Le Pont-de-Claix. Die Einwohner heißen Herbigeois.

## Geographie
Herbeys liegt etwa acht Kilometer südöstlich des Stadtzentrums von Grenoble. Das ehemalige Fort Les Quatre Seigneurs aus dem 19. Jahrhundert liegt im Nordosten von Herbeys auf dem mit 937 m über dem Meer höchsten Punkt der Gemeinde. Umgeben wird Herbeys von seinen Nachbargemeinden Gières im Norden, Saint-Martin-d’Uriage im Osten, Vaulnaveys-le-Haut im Südosten und Süden, Brié-et-Angonnes im Süden und Südwesten sowie Poisat im Westen und Nordwesten.

## Bevölkerungsentwicklung
| Jahr                       | 1962 | 1968 | 1975 | 1982 | 1990 | 1999 | 2006 | 2013 | 2021 |
| -------------------------- | ---- | ---- | ---- | ---- | ---- | ---- | ---- | ---- | ---- |
| Einwohner                  | 375  | 355  | 765  | 945  | 1086 | 1167 | 1260 | 1355 | 1378 |
| Quellen: Cassini und INSEE |      |      |      |      |      |      |      |      |      |

## Sehenswürdigkeiten
- Kirche Saint-Victor und Saint-Ours
- Schloss Herbeys aus dem 17. Jahrhundert, seit 1948/1949 Monument historique
- ehemaliges Frort Les Quatre Seigneurs aus dem 19. Jahrhundert

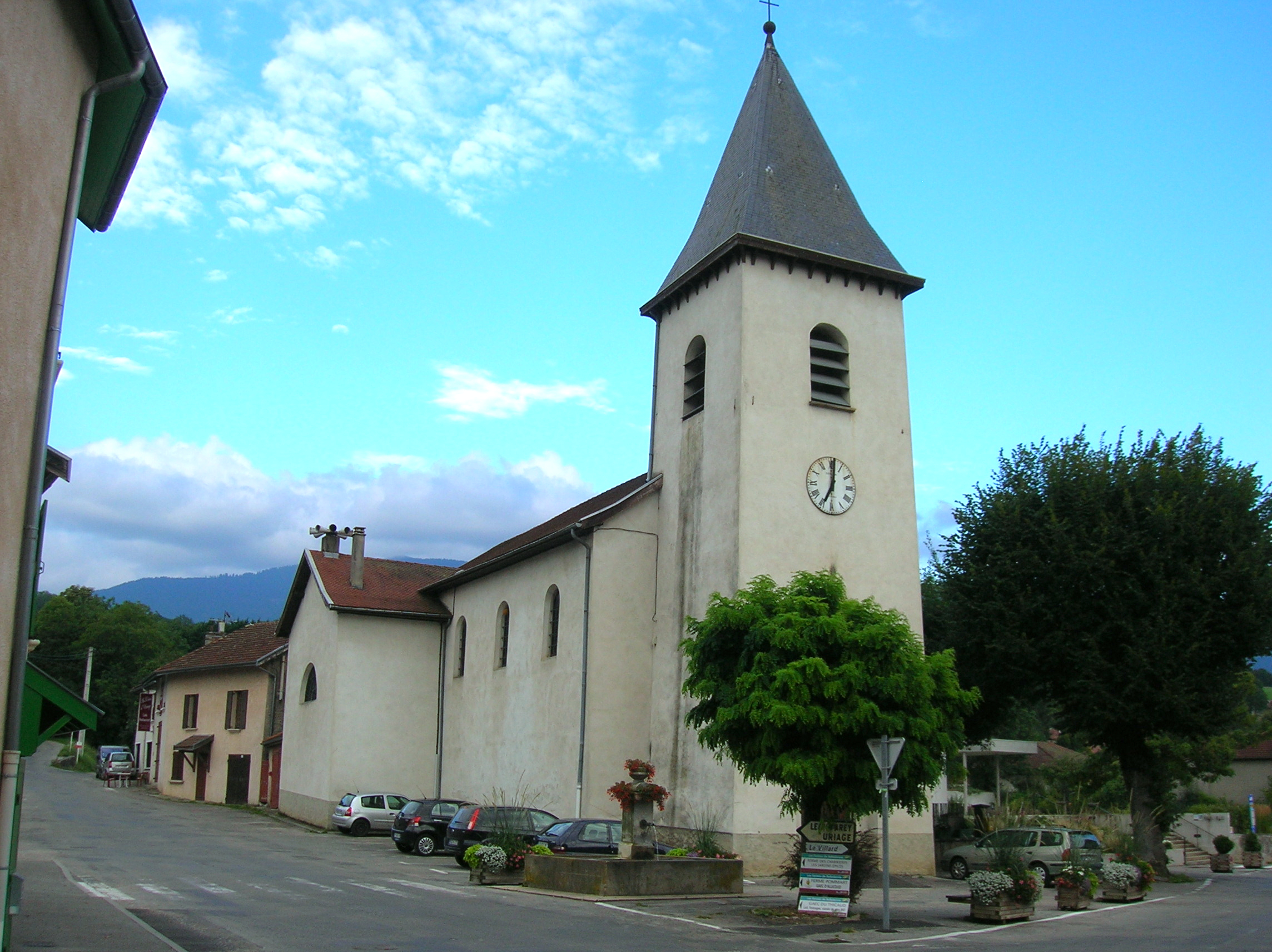
Kirche Saint-Victor und Saint-Ours
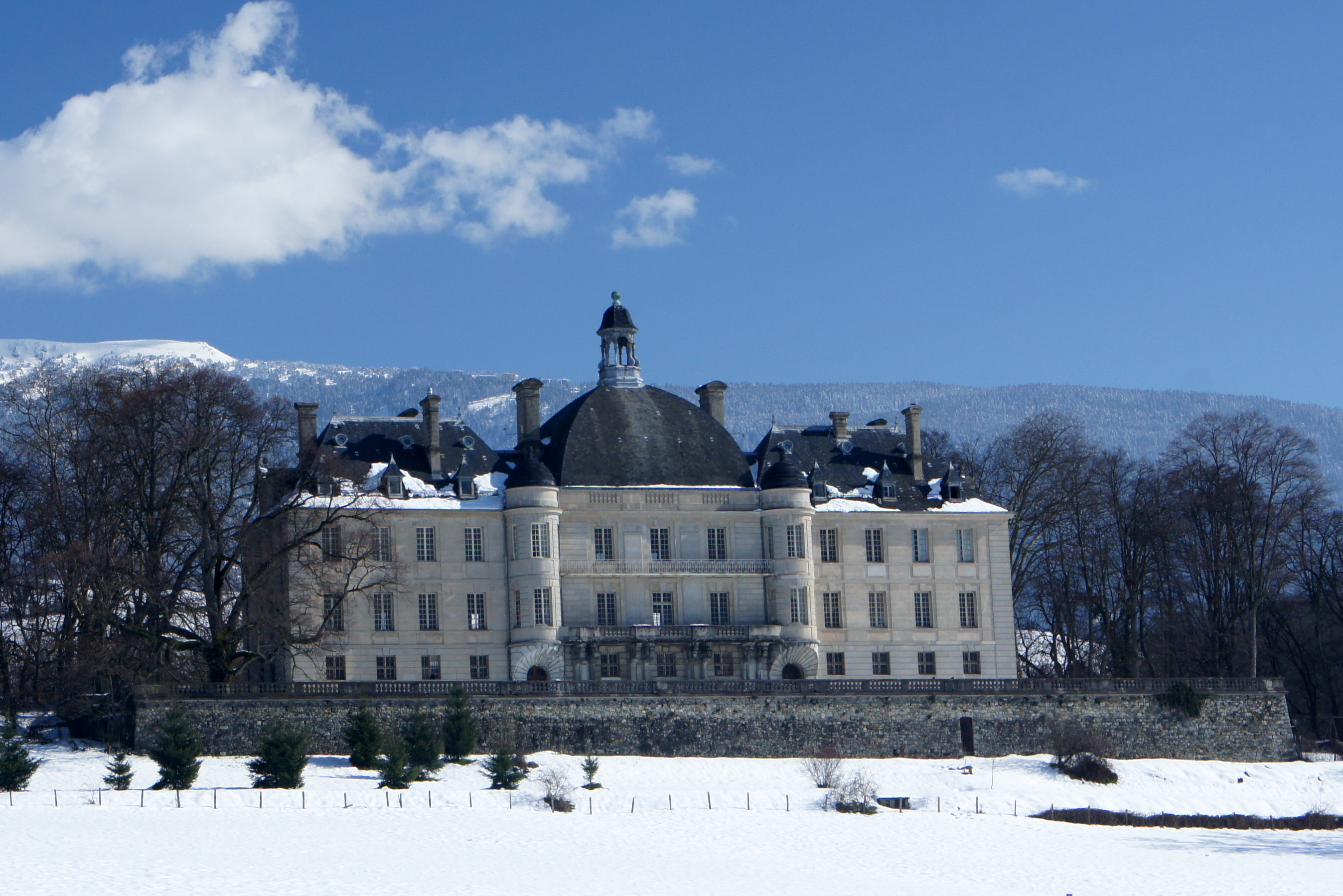
Schloss Herbeys
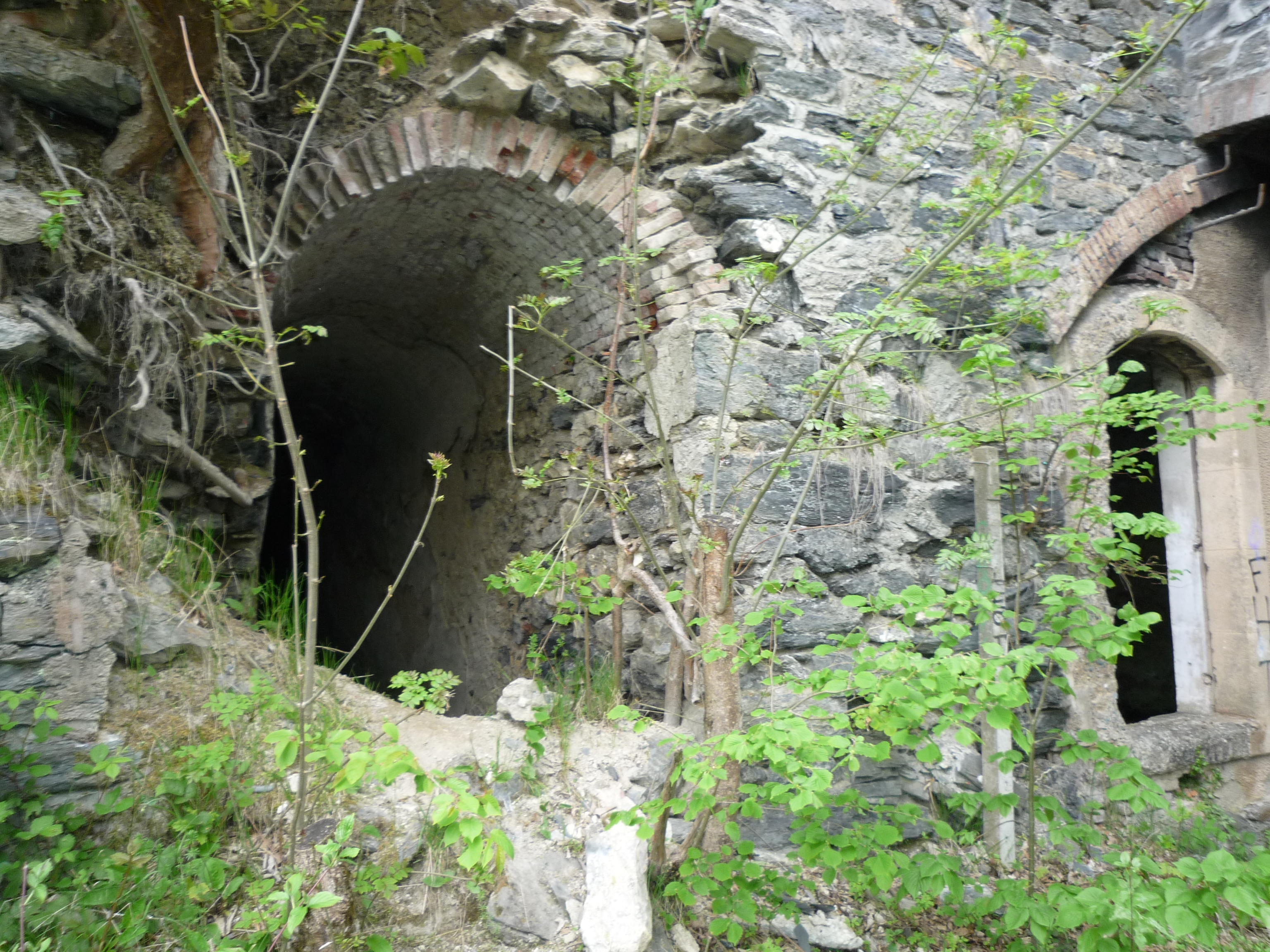
Ehemaliges Frort Les Quatre Seigneurs

## Persönlichkeiten
- Eddy Finé (* 1997), Radrennfahrer